# Minifloat
Als Minifloats bezeichnet man Zahlen in einem Gleitkommaformat mit nur wenigen Bits.
Minifloats mit 16 Bit werden auch als halbgenaue Zahlen (als Gegensatz zu einfach und doppelt genauen Zahlen) bezeichnet. Es gibt auch Minifloats mit 8 Bit und weniger. Viele Minifloats werden nach den Prinzipien der IEEE-754-Norm definiert und enthalten spezielle Werte für NaN und unendlich.
Minifloats sind für mehrschrittige numerische Rechnungen nicht geeignet, da die Rundungsfehler schnell zu groß werden.

## Verwendung

Struktur einer 16 Bit Gleitkommazahl nach IEEE 754

Minifloats werden als Übungsformat in Lehrveranstaltungen eingesetzt, da sie die Prinzipien von Gleitkommadarstellungen erläutern, bei geringem Rechenaufwand.
Minifloats werden in der Computergrafik zur Darstellung ganzer Zahlen verwendet. Ausgehend vom Darstellungsformat in IEEE 754 wird der Zahlenbereich des Exponenten so verschoben, dass die kleinste denormalisierte Zahl genau 1 ist.
Der Standard G.711 zur Kodierung von Audiodaten von ITU-T, der in Audiodateien des Typs Au und für Telefonverbindungen eingesetzt wird, benutzt bei der sogenannten A-law-Codierung 1.3.4-Minifloats, um eine vorzeichenbehaftete 13-Bit-Ganzzahl als 8-Bit-Wert darzustellen.